# Angelo De Magistris
Angelo Giulio De Magistris, noto anche come Angelo De Magistris I (Milano, 16 agosto 1886 – Torre Boldone, 2 settembre 1961), è stato un calciatore italiano, di ruolo portiere.

## Biografia
Secondo il primo libro dell'Inter che ha pubblicato i suoi dati anagrafici era nato a Ramusano, città che non compare in alcun elenco di Comuni Italiani, il 1º gennaio 1886.
Di fatto l'Inter non ha mai trovato i suoi dati anagrafici, ed avendo supposto fosse il fratello di Alessandro De Magistris, ha attribuito anche a lui l'errore fatto all'atto della rilevazione dei dati anagrafici dalla scheda matricolare di Alessandro presso il Distretto Militare di Milano in possesso dell'Archivio di Stato di Milano.
Presso l'Archivio di Stato Angelo risulta però registrato in due situazioni differenti: sia le liste di leva che il suo foglio matricolare dicono che è nato a Milano il 16 agosto e che sua madre si chiamava Locatelli, e quindi non era affatto fratello di Alessandro.
La scheda fornita dall'Anagrafe di Milano che è servita a compilare l'elenco dei militari da sottoporre alla visita di leva (lista di leva) per la classe 1886 riporta sotto il suo vecchio nome e cognome (Angelo De Magistris) una nota apposta in rosso a seguito della sua richiesta di variazione di cognome e nome fatta al Tribunale di Milano e divenuta definitiva in data 21 giugno 1906: da Angelo De Magistris a Angelo Demagistris (tutto attaccato). Per questo motivo la sua scheda matricolare è intestata a "De Magistris" e la scheda anagrafica è intestata a "Demagistris".

## Carriera
Proveniente dal Minerva (società minore di Milano), nel 1909 è passato all'Inter, con cui ha giocato una gara nella stagione 1909-1910, conclusasi con la vittoria del primo scudetto della società nerazzurra.

## Palmarès
- Campionato italiano: 1

Inter: 1909-1910